# Naděžda Melniková-Papoušková
Naděžda Filaretovna Melniková-Papoušková (23. listopadu 1891 v Petrohradě – 10. července 1978 v Praze) byla kulturní historička a folkloristka. Publikovala statě z oboru výtvarných umění, etnografie a ruské literatury. Překládala z ruštiny a do ruštiny.

## Životopis

### Do roku 1939
Profesorka Naděžda Filaretovna Melniková-Papoušková se narodila 23. listopadu 1891 v ruském Petrohradě. Pocházela z gruzínského knížecího rodu Bagrationů. Na moskevské II. univerzitě pro ženy vystudovala dějiny umění a literatury. A bylo to shodou okolností právě v Moskvě, kde se seznámila se svým druhým manželem – českým historikem PhDr. Jaroslavem Papouškem. Ten zde ke konci první světové války působil jako tajemník T. G. Masaryka. V roce 1919 se s Jaroslavem Papouškem přestěhovala do Prahy. Naděžda Melniková-Papoušková si v Praze v letech 1919–1923 rozšířila svoje vzdělání o studia slavistiky jako mimořádná posluchačka FF UK (prof. J. Máchal, J. Polívka, J. Horák). V letech 1922–1925 studovala v Paříži na École de Louvre.

### Během druhé světové války
PhDr. Jaroslav Papoušek patřil k zakladatelům protiněmeckého odboje v Protektorátu Čechy a Morava. Velmi brzy se zapojil do zpravodajské spolupráce se sovětským rezidentem – majorem letectva RNDr. Josefem Jedličkou, který fungoval jako spojka na sovětský konzulát v Praze. Jedlička spolupracoval úzce nejen s vojenskou zpravodajskou službou SSSR (GRU) ale také s domácím vojenským odbojem (s plukovníkem Josefem Churavým, podplukovníkem Josefem Balabánem, podplukovníkem Josefem Mašínem a štábním kapitánem Václavem Morávkem). Do ilegální odbojové činnosti (jako spojka) byla zapojena i Papouškova manželka – historička kultury profesorka Naděžda Melniková-Papoušková – autorka mnoha studií o výtvarném umění.
Kromě této ilegální činnosti se Naděžda Melniková - Papoušková za druhé světové války zapojila do práce pro odbojovou skupinu českých novinářů vedenou novinářem, publicistou a historikem Františkem Bauerem.
PhDr. Jaroslav Papoušek byl zatčen (v souvislosti s jinou odbojovou činností) v prosinci roku 1941. V lednu roku 1945 byl umučen v koncentračním táboře. Jeho manželka Naděžda Melniková-Papoušková byla (po zatčení Josefa Jedličky 9. října 1941 a po zatčení manžela) odvlečena do koncentračního tábora v Ravensbrücku. Tady se po celou dobu války o osudu svého manžela prakticky nic nedozvěděla. Věznění nakonec přežila a v roce 1945 se vrátila do osvobozeného Československa. V letech 1946–1950 přednášela v Ústavu výtvarné výchovy PedF UP v Olomouci a spolupracovala s ÚLUV.

### Témata tvorby a osvěta
Profesorka Naděžda Melniková-Papoušková byla autorkou mnoha studií o české lidové kultuře (Putování za lidovým uměním, Lidové hračky) a o výtvarném umění. Zásadní měrou přispěla k uznání mnoha mladých a veřejnosti dosud neznámých umělců. (Byla to právě ona, kdo například prosadil uspořádání první samostatné výstavy malíře Vladimíra Komárka.)

### Aktivity v Sobotce
V šedesátých letech dvacátého století přivedl profesorku Naděždu Melnikovou-Papouškovou do Sobotky RNDr. Karel Samšiňák, CSc. Následně zde zorganizovala a zahajovala několik výstav ve východočeských a severočeských muzeích a galeriích (též na Šolcově statku, v knihovně a v knihkupectví). Kromě toho se profesorka Naděžda Melniková-Papoušková účastnila Šrámkových Sobotek – festivalů českého jazyka, řeči a literatury. Také přispívala do "Zpravodaje Šrámkovy Sobotky".

### Aktivity pražské
Na počátku 50. let vedla Galerii Ars v 1. patře knihkupectví v budově nakladatelství Melantrich na Václavském náměstí. Pod záštitou národněsocialistické funkcionářky Šlechtové, která byla ředitelkou Melantrichu, zde uváděla autory, kteří byli nepřijatelní pro tehdejší SČVU. Roku 1955 umožnila Výstavu jedenácti - mladých výtvarníků z tzv. VI. krajského střediska Štursa, kteří o dva roky později založili Skupinu Máj 57. Výstava, kterou uvedl František Dvořák, měla pro všechny zúčastněné i samotnou galerii vážné následky. Vedení SČVU zakázalo další výstavy střediska Štursa, vyloučilo Piesena, Fremunda a Vinaře ze Svazu, což pro ně znamenalo živit se užitou tvorbou, František Dvořák ztratil zaměstnání na AVU. Naděžda Melniková-Papoušková byla z vedení galerie odvolána a samotná výstavní síň byla zrušena a přeměněna na sklad knih.
V Praze uváděla výstavy Vladimíra Komárka (G. na Karlově náměstí, 1963, Nová síň, 1968), Marty Taberyové (G. u Betlémské kaple, 1969, Galerie bratří Čapků, 1972), Miloslava Chlupáče (1992), ad. Navštěvovala všechny výstavy umění, které stihla. Kromě toho byla sběratelkou starého umění, měla například vynikající sbírku ruského luboku nebo porcelánu. Upoutána na lůžko v závěru života již nedokázala zabránit, aby její sbírka byla rozchvácena.
Profesorka Naděžda Melniková-Papoušková zemřela 10. července 1978 v Praze. Urna s jejím popelem je uložena na soboteckém hřbitově, v hrobce rodiny Samšiňáků.